# Barakaldo
Barakaldo (kastilsky Baracaldo) je město ležící severozápadně od Bilbaa v provincii Bizkaia v autonomním společenství Baskicko na severu Španělska, asi 5 km od pobřeží Biskajského zálivu. Leží na levém břehu Ría de Bilbao a je součástí metropolitní oblasti Velké Bilbao. Žije zde přibližně 102 tisíc obyvatel. Území má rozlohu 25,03 km² s hustotou osídlení 4000 osob na km².